# Julius Stieglitz
Julius Stieglitz là nhà hóa học người Mỹ gốc Đức.

## Cuộc đời và Sự nghiệp
Julius và người anh em song sinh Leopold sinh ngày 26.5.1867 tại Hoboken, New Jersey, Hoa Kỳ. Ông học trường trung học cấp II ở Đ!ưc, sau đo vào học ở Đại học Berlin, và đậu bằng tiến sĩ hóa học năm 1889 dưới sự hướng dẫn của Ferdinand Tiemann. Năm 1892 Stieglitz bắt đầu làm việc ở Đại học Chicago cho tới khi nghỉ hưu.
Ông kết hôn với Anna Stieffel ngày 28.8.1891.

## Giải thưởng và Vinh dự
- Giải Willard Gibbs năm 1923
- Chủ tịch Hội Hóa học Hoa Kỳ năm 1917

## Tác phẩm
- Stieglitz (1919), "CHEMISTRY AND MEDICINE: A TRIBUTE TO THE MEMORY OF JOHN HARPER LONG.", Science, quyển 49 số 1254 (xuất bản 1919 Jan 10), tr. 31–38, doi:10.1126/science.49.1254.31, PMID 17735880 {{Chú thích}}: Kiểm tra giá trị ngày tháng trong: |publication-date= (trợ giúp)
- Stieglitz (1917), "THE OUTLOOK IN CHEMISTRY IN THE UNITED STATES.", Science, quyển 46 số 1188 (xuất bản 1917 Oct 5), tr. 321–333, doi:10.1126/science.46.1188.321, PMID 17816438 {{Chú thích}}: Kiểm tra giá trị ngày tháng trong: |publication-date= (trợ giúp)
- Stieglitz (1908), "THE APPLICATIONS OF PHYSICAL CHEMISTRY TO ORGANIC CHEMISTRY.", Science, quyển 27 số 698 (xuất bản 1908 May 15), tr. 768–775, doi:10.1126/science.27.698.768, PMID 17791043 {{Chú thích}}: Kiểm tra giá trị ngày tháng trong: |publication-date= (trợ giúp)
- Stieglitz (1907), "CHEMICAL RESEARCH IN AMERICAN UNIVERSITIES.", Science, quyển 26 số 673 (xuất bản 1907 Nov 22), tr. 699–703, doi:10.1126/science.26.673.699, PMID 17738116 {{Chú thích}}: Kiểm tra giá trị ngày tháng trong: |publication-date= (trợ giúp)